# Hard Corps: Uprising
Hard Corps: Uprising è un videogioco di genere sparatutto a scorrimento sviluppato da Arc System Works e pubblicato da Konami digitalmente per Xbox Live il 16 febbraio 2011 e per PlayStation Network il 23 marzo successivo. In Hard Corps: Uprising, il giocatore assume il ruolo di un soldato d'élite chiamato Bahamut, insieme ad altri personaggi principali. Konami ha aggiunto tre personaggi aggiuntivi (Sayuri, Harley Daniels e Leviathan) tramite DLC.
Hard Corps: Uprising è il tredicesimo capitolo della serie Contra e funge non solo da spin-off di Contra: Hard Corps, ma anche da "prequel" del Contra originale. Kenji Yamamoto, il produttore, ha affermato che l'intenzione è quella di trasformare Hard Corps: Uprising in una nuova IP, prendendo ispirazione dai precedenti capitoli di Contra.

## Trama
Nel 2613, vent'anni prima degli eventi del Contra originale, il mondo è governato da un impero noto come Commonwealth, sotto il regno di Tiberio. Le nazioni vicine hanno sofferto a causa dell'oppressione del Commonwealth e le forze di resistenza aumentano in tutto il paese. Tuttavia, così numerosi combattenti della resistenza sono caduti in battaglia sotto la travolgente potenza dell'impero, e perciò la loro resistenza è gravemente diminuita. Un gruppo di soldati scelti sale tra i ranghi della resistenza e si unisce per tentare un piano disperato. Il leader di questo gruppo è l'eroe di guerra Bahamut.

## Personaggi
- Bahamut: un tempo soldato dell'esercito del Commonwealth, si è ribellato ai suoi compagni dopo aver assistito all'esecuzione di persone innocenti da parte di una squadra imperiale. Condivide il suo nome con l'antagonista principale di Contra: Hard Corps, ma i produttori hanno dichiarato che potrebbe anche trattarsi di un Bahamut diverso. Potrebbe essere visto come l'equivalente di Bill Rizer di altri giochi della serie Contra.
- Krystal: una donna apparentemente senza esperienza di combattimento. Tuttavia, dopo che la sua città natale viene attaccata dalle forze imperiali, decide di unirsi a Bahamut. Porta una benda sull'occhio destro ed è uno dei personaggi più veloci del gioco.
- Harley Daniels: un soldato in motocicletta che sfoggia un'acconciatura pompadour estrema. Ha una personalità molto sicura di sé, nulla può fermarlo perché ama scatenarsi sui campi di battaglia.
- Sayuri: una samurai che indossa un kimono e un sugegasa. È estremamente potente rispetto agli altri personaggi. Nel corso del gioco viene rivelato che è la figlia adottiva di Tiberius e che il suo unico motivo era quello di vendicarsi di lui per aver abbandonato Sayuri e sua madre. È il secondo personaggio della serie Contra a brandire la katana.
- Leviathan: ex amico e rivale di Bahamut quando era ancora nel Commonwealth. Si propone di scoprire perché il suo amico ha tradito l'Impero. Comanda il suo mecha speciale, noto con il nome di "Knight" (chiamato così solo nel doppiaggio inglese). È un equivalente di Lance Bean, ex amico di Bill Rizer prima di Shattered Soldier.
- Geo Mandrake: uno scienziato d'élite del Commonwealth che lavora in una struttura segreta di ricerca sulle armi e si allea con Bahamut per proteggere la moglie e la figlia dalla tirannia dell'Impero. Viene tenuto in ostaggio nel laboratorio della capitale e deve essere scortato fino all'uscita.
- Tiberius: il sovrano del Commonwealth si fa chiamare “Imperatore” e ha costruito il suo impero invadendo le nazioni vicine. Ha organizzato la sua Squadra della Morte per sradicare gli eserciti nemici. Si scopre anche che è il padre adottivo di Sayuri attraverso la sua storia. È la controparte di Master Contra in Neo Contra e del capo Salamander in Contra ReBirth.

## Modalità di gioco
Hard Corps: Uprising presenta due modalità di gioco principali, Rising e Arcade. In modalità Rising, i giocatori possono raccogliere punti nei livelli che vengono poi utilizzati per acquistare vari aggiornamenti e personalizzazioni per armi, armature e abilità del personaggio. Entrambe le modalità dispongono anche di una barra della salute, simile alla versione giapponese di Contra Hard Corps, che consente al giocatore di subire più di un colpo prima di perdere una vita. La modalità Arcade è una modalità di gioco più difficile in cui vengono rimossi i negozi di potenziamento.
Rispetto ai capitoli precedenti, sono state aggiunte molte nuove mosse. Il personaggio ora può scattare, scattare a mezz'aria, fare un doppio salto e deviare i proiettili nemici facendoli rimbalzare indietro. Ulteriori mosse possono essere acquistate anche nella modalità Rising.
Le armi includono il fucile standard, la mitragliatrice, la pistola a colpo diffuso, la pistola d'urto (spara granate ad arco), la pistola a onde (agisce come un campo di forza durante la scatto), la pistola termica (spara grandi raffiche di fuoco), il laser a catena (si dirige sui bersagli nemici) e la Katana (sprigiona un ampio arco di energia sui bersagli). Come in Contra III: The Alien Wars, il giocatore può portare due armi e passare da una all'altra in qualsiasi momento. Raccogliendo la stessa arma più volte il giocatore ne migliorerà la velocità di fuoco e la potenza. Altri potenziamenti per le armi sono disponibili anche nella modalità Rising.
Hard Corps: Uprising può essere giocato in modalità cooperativa locale o online per 2 giocatori.

## Accoglienza
| Testata                            | Versione | Giudizio |
| ---------------------------------- | -------- | -------- |
| GameRankings (media al 09-12-2019) | PS3      | 75.73%   |
| GameRankings (media al 09-12-2019) | X360     | 76.17%   |
| Metacritic (media al 27-10-2024)   | PS3      | 76/100   |
| Metacritic (media al 27-10-2024)   | X360     | 75/100   |
| GameSpot                           | PS3      | 7/10     |
| GameSpot                           | X360     | 7/10     |
| IGN                                | PS3      | 8.5/10   |
| IGN                                | X360     | 8.5/10   |
| Play Generation                    | PS3      | 83/100   |

Secondo il sito aggregatore di recensioni Metacritic, Hard Corps: Uprising ha ricevuto recensioni "generalmente favorevoli" su entrambe le piattaforme. Su GameRankings, la versione per PlayStation 3 ha ottenuto un punteggio aggregato del 75.73%, mentre quella per Xbox 360 ha raggiunto il 76.17%. Game Informer e Official Xbox Magazine hanno dato al gioco una recensione favorevole mentre era ancora in fase di sviluppo.
Daemon Hatfield di IGN ha sostenuto che: "Se siete sempre stati appassionati di Contra, Metal Slug o film d'azione, Hard Corps: Uprising fa per voi!". Ha criticato la modalità Arcade perché troppo punitiva, ma ha elogiato la modalità Rising per il suo sistema di aggiornamento che riduce la difficoltà per i giocatori. Ha anche elogiato i dettagli e la direzione artistica, apprezzando l'atmosfera anime e le molte cose che accadono sullo sfondo (come il boss serpente gigante che si muove sullo sfondo del primo livello). Nathan Meunier di GameSpot ha affermato che: "Se l'inconfondibile riff di chitarra prog-metal iniziale e la frenesia dei proiettili che esplodono fin dall'inizio non sono un indizio morto, la difficoltà sadica del gioco dovrebbe essere sufficiente a rinfrescarvi la memoria". Il suo problema principale è stato il gameplay brutale e i numerosi colpi bassi che si sono verificati durante il gioco. Consiglia ai giocatori di non andare in solitaria, a meno che non siano giocatori incalliti. Anche lui ha elogiato lo stile artistico, affermando: " Il bellissimo stile artistico disegnato a mano ha una piacevole atmosfera da anime che aggiorna l'altrimenti classico gameplay run-and-gun. Non solo ogni fase offre un netto contrasto visivo con la precedente, ma introduce anche nuovi e inaspettati colpi di scena che spezzano il ritmo". Contra Central ha affermato che si tratta di un gioco altamente creativo che cambia costantemente e tiene il giocatore sveglio. Ha anche sottolineato che lo stile artistico disegnato a mano, che ha una piacevole atmosfera da anime, dà nuova vita al classico gameplay run-and-gun. La rivista Play Generation diede alla versione per PlayStation 3 un punteggio di 83/100, apprezzando il sistema di controllo puntuale e preciso, la buona grafica e le meccaniche ben rifinite e come contro il sonoro sotto tono, la difficoltà mal registrata e le fasi stealth tediose, finendo per trovarlo un titolo molto difficile e a tratti sin troppo ricco di elementi, tirati in ballo quasi alla rinfusa, ma il ritmo non mancava e l'azione divertiva.
Dalla sua uscita, la versione Xbox 360 ha venduto 71 042 unità in tutto il mondo alla fine del 2011.